# Napster
Napster era un programma di file sharing creato da Shawn Fanning e Sean Parker e attivo dal giugno 1999 fino al luglio 2001.
Dopo l'acquisizione da parte di Roxio, è  divenuto un servizio legale a pagamento con una prova gratuita di 30 giorni.

## Storia
Napster fu il primo sistema di peer-to-peer di massa e divenne disponibile nella primavera del 1999; ma nella prima metà del 2000 i Metallica promossero una causa legale al fine di impedire l'uso del programma, contestando le accuse di violazione di copyright e delle violazioni "Racketeer Influenced and Corrupt Organizations Act".
Nel luglio 2001 un giudice ordinò ai server Napster di chiudere l'attività a causa della ripetuta violazione di copyright. Il 24 settembre 2001 la sentenza fu parzialmente eseguita. L'accordo prevedeva che Napster pagasse 26 milioni di dollari come risarcimento per i danni del passato, per uso non autorizzato di brani musicali e 10 milioni di dollari per royalties future. Per poter pagare queste parcelle, Napster tentò di convertire il servizio da gratuito a pagamento. Un prototipo fu testato nella primavera del 2002, ma non fu mai reso pubblicamente disponibile.
Il 17 maggio 2002 Napster venne acquistato da Bertelsmann AG per 8 milioni di dollari. Secondo i termini dell'accordo il 3 giugno 2002 Napster chiese l'applicazione della procedura concorsuale ai sensi del "Chapter 11" al fine di tutelarsi in maniera legale. Il 2 settembre 2002 un giudice fallimentare bloccò la vendita a Bertelsmann imponendo a Napster di liquidare i suoi asset secondo le disposizioni contenute nel "Chapter 7" che regolano i casi di fallimento negli USA. 
Dopo l'offerta di 2,23 milioni di dollari alla Private Media Group, il marchio Napster e il logo sono stati acquistati dalla Roxio, che ha rilanciato il servizio di download di musica come Napster 2.0, a pagamento.

## Caratteristiche
Il programma usava un protocollo di rete peer-to-peer centralizzato, si basava su un sistema di server centrali che mantenevano la lista dei sistemi connessi e dei file condivisi, mentre le transazioni vere e proprie avvenivano direttamente tra i vari utenti.